# Őspáfrányok
Az őspáfrányok (Primofilices) a páfrányok (Pteropsida) legkezdetlegesebb képviselői, amelyek még az ősharasztokra (Psilopsida) emlékeztetnek. Törzsük villás elágazású, leveleik aprók, végalló sporangiumaik vannak, melyeknek fala többsejtrétegű. Izospórás, igen ritkán heterospórás növények voltak. A rendszertan ma négy rendbe sorolja őket, amelyeknek a további rendszertani besorolása nem eldöntött.

## Protopteridiales
Kevéssé ismert devonkori növények tartoznak e rendbe. Átmenetet képeznek az ősharasztok és a magasabbrendű páfrányok között.

## Cladoxylales
A közép- és felső devon páfrányai. Villás elágazású szárukon apró, a zsurlók Hyenia rendjére emlékeztető leveleik voltak. A sporangiumok a levélszeletek csúcsán ültek.

## Coenopteridales
Karbon-permi növények. Leveleik nagyobb felületűek és egyre jobban tagoltak.

## Archaeopteridales
A valódi őspáfrányok rendje, a felső devon és alsó karbon őspáfrányai. Belőlük indult az előnyitvatermők és a magasabbrendű páfrányok fejlődése. Leveleik már a ma élő páfrányokéra hasonlítottak, a tér egy síkjában álltak.